# Suga's Interlude
"Suga's Interlude" é uma canção da cantora e compositora estadunidense Halsey com SUGA, contida no terceiro álbum de estúdio de Halsey, Manic (2020). Foi Lançada pela Capitol Records em 6 de dezembro de 2019 como terceiro single promocional do álbum, ao lado de Finally // Beautiful Stranger.

## Antecedentes e composição
No Instagram, Halsey explicou por que ela incluiu Suga na faixa, afirmando "Yoongi é realmente introspectivo e tem uma perspectiva muito inteligente sobre onde estamos e o que estamos fazendo em nossos estilos de vida únicos". Liricamente, a música explora temas de satisfação, auto-aversão e egoísmo, enquanto "encoraja os fãs a continuarem perseguindo seus sonhos e olhando para o futuro". Halsey anunciou a canção nas redes sociais.

## Recepção crítica
Lexi Lane, da Atwood Magazine, descreveu que "a combinação de rap e as partes mais lentas do canto de Halsey se combinam sonoramente e fornecem uma ponte entre idiomas e culturas". Sara Delgado, escrevendo para a Teen Vogue, descreveu a faixa como uma "faixa de ritmo suave" que "mistura teclas de piano com sintetizadores arejados", juntamente com "os vocais emotivos de Halsey com as habilidades de rap afiadas de Suga". Em um artigo para Consequence of Sound , Nara Corcoran chamou a faixa de "balada oprimida", com Halsey "cantando tristemente sobre uma sombria melodia de piano" e Suga "batendo rapida e gentilmente em coreano" por vários versos. descreveu a produção como "triste, com piano", que vê "Halsey [desenrola] um coro completo que se concentra na luta interior", enquanto "Suga voa com rimas rápidas". Lipshutz também mencionou a "química criativa em exibição" que sugeria uma "parceria frutífera", como uma possível razão pela qual Suga apareceu na pista.

## Histórico de lançamento
| Região | Data                  | Formato                    | Gravadora | Ref.   |
| ------ | --------------------- | -------------------------- | --------- | ------ |
| Mundo  | 6 de dezembro de 2019 | Download digital streaming | Capitol   | [ 14 ] |